# Umbilicus urbis
El Umbilicus Urbis Romae (en español: «ombligo de la ciudad de Roma») es un pequeño monumento que marcaba el centro teórico y simbólico de Roma, situado en el Foro Romano, donde aún pueden verse sus restos. Estos restos se encuentran ubicados junto al arco de Septimio Severo y el Volcanal, detrás de los Rostra. Originariamente cubierto de mármol, el Umbilicus es ahora un núcleo de ladrillo de aspecto triste, de unos dos metros de alto y 4,45 metros de diámetro. Es posible que Umbilicus Urbis y Mundus sean dos palabras que designasen el mismo monumento, apareciendo el término Umbilicus Urbis Romae posteriormente.

## Ubicación

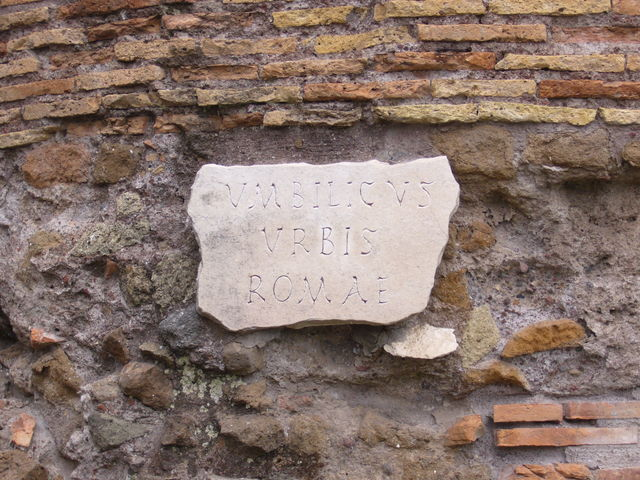
Placa que marca el Umbilicus Urbis

La identificación del monumento es insegura y está sujeta a debate. Una primera hipótesis propone identificar el monumento con el miliario de oro, arguyendo que parece poco verosímil que hubiera dos centros diferentes para la ciudad de Roma y de aquel imperio del que era la capital. Según una segunda hipótesis propuesta por el arqueólogo italiano Filippo Coarelli, el monumento no sería otro que el Mundus, un altar dedicado a las divinidades infernales Dis Pater y Proserpina. El Umbilicus Urbis se situaría entonces en las proximidades de los Rostra imperiales, del miliario de oro y del arco de Septimio Severo, junto al altar de Saturno.

## Función
El pequeño templo estaba considerado como "ombligo" de la ciudad y centro del Imperio Romano. Desde aquí se medían las distancias para las vías militares romanas. A la vez se consideraba como "mundus", el lugar en que se encontraban el mundo y el submundo. El Mundus romano creado por Rómulo marcaba el corazón de la ciudad. El pozo se consideraba un portal que permitía acceder al mundo infernal. Según autores antiguos, aquí se realizaron diversas ceremonias.

## Historia

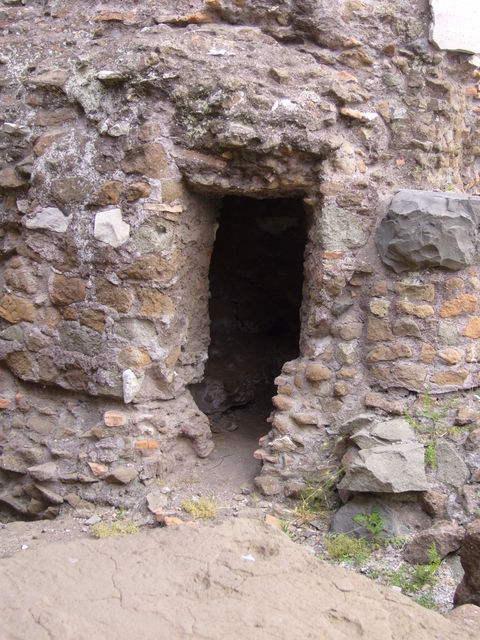
Entrada a la estructura de ladrillo.

Fue edificado en tiempos republicanos, en siglo II a. C., y aquí se ofrecían sacrificios a los dioses del inframundo. Los restos que aún hoy se pueden contemplar proceden de la época de Septimio Severo.
Según la leyenda, el Umbilicus fue construido por el propio Rómulo con ayuda de los etruscos. La leyenda romana relata que Rómulo, cuando fundó la ciudad, hizo que se excavara un pozo circular en el Foro. Los primeros frutos del año se arrojaban en este pozo como un sacrificio y todos los nuevos ciudadanos de Roma tenían que lanzar un puñado de tierra de su lugar de origen.
El Mundus («Mundo» en latín), conocido solo por fuentes literarias, era una estructura subterránea considerada una puerta al inframundo. Puede ser que el Umbilicus Urbis Romae fuese la parte externa (por encima del suelo) del subterráneo Mundus. El Mundus se abría ritualmente sólo tres veces al año. Estos días eran considerados dies nefasti, esto es, días en los que las transacciones oficiales estaban prohibidas sobre terrenos religiosos, porque los espíritus maléficos del inframundo se creían que escapaban de él. 
El original Umbilicus fue probablemente construido en el siglo II a. C.. Las ruinas existentes, sin embargo, son de la época del emperador Septimio Severo. La construcción de su arco triunfal en el año 203 se alzaba sobre el antiguo Umbilicus, que fue recreado para dejar más espacio. Fragmentos del antiguo monumento se usaron en el nuevo. 
Se cree que el Umbilicus era una estructura separada del Milliarium Aureum, que fue construido cerca por Augusto (h. el año 20 a. C.) y servía más bien para el mismo propósito de referencia para las distancias.

## Descripción
Si la identificación de Coarelli es correcta los vestigios del monumento corresponden a una estructura circular en ladrillo de 4,45 metros de diámetro en la base elevándose sobre tres plantas para alcanzar los tres metros de diámetro en la cumbre. La estructura de ladrillo estaba cubierta de mármol en la época romana. Una pequeña entrada, que sólo se utilizaría en raras ocasiones dada su estrechez, proporciona acceso al interior del edificio.
La construcción está datada de la época de los Severos, con ocasión de la reorganización de la zona provocada por la erección del arco de Septimio Severo, y una restauración a principios del siglo IV pero después de 303. Es esta reconstrucción de un monumento más antiguo, reutilizando los elementos como la base en travertino y la cornisa circular, probablemente rematada de una piedra imitando la forma del Ónfalo griego, que es bautizada como Umbilicus por las fuentes antiguas tardías el siglo IV.

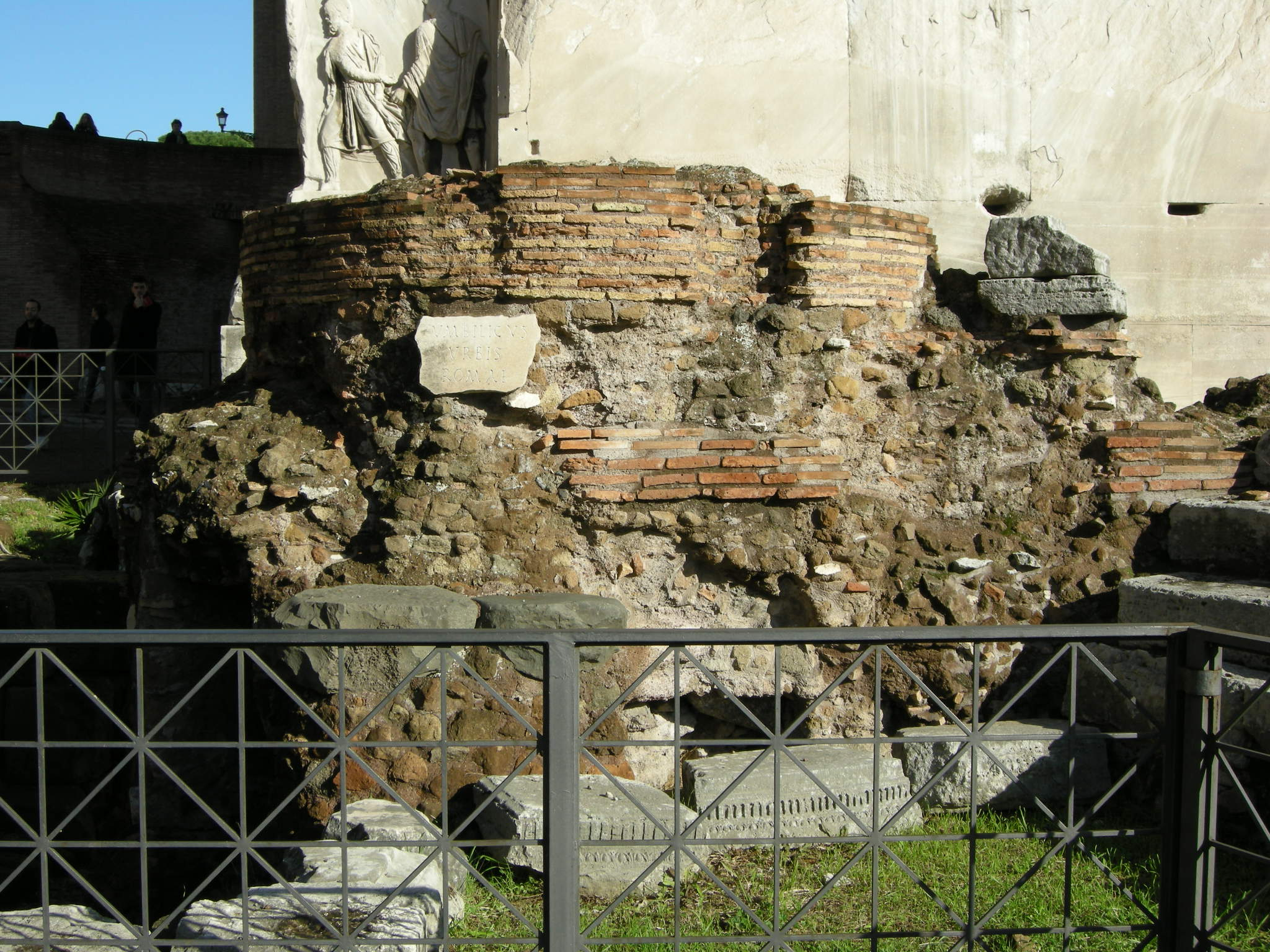
Estructura en ladrillo que fue recubierta en mármol
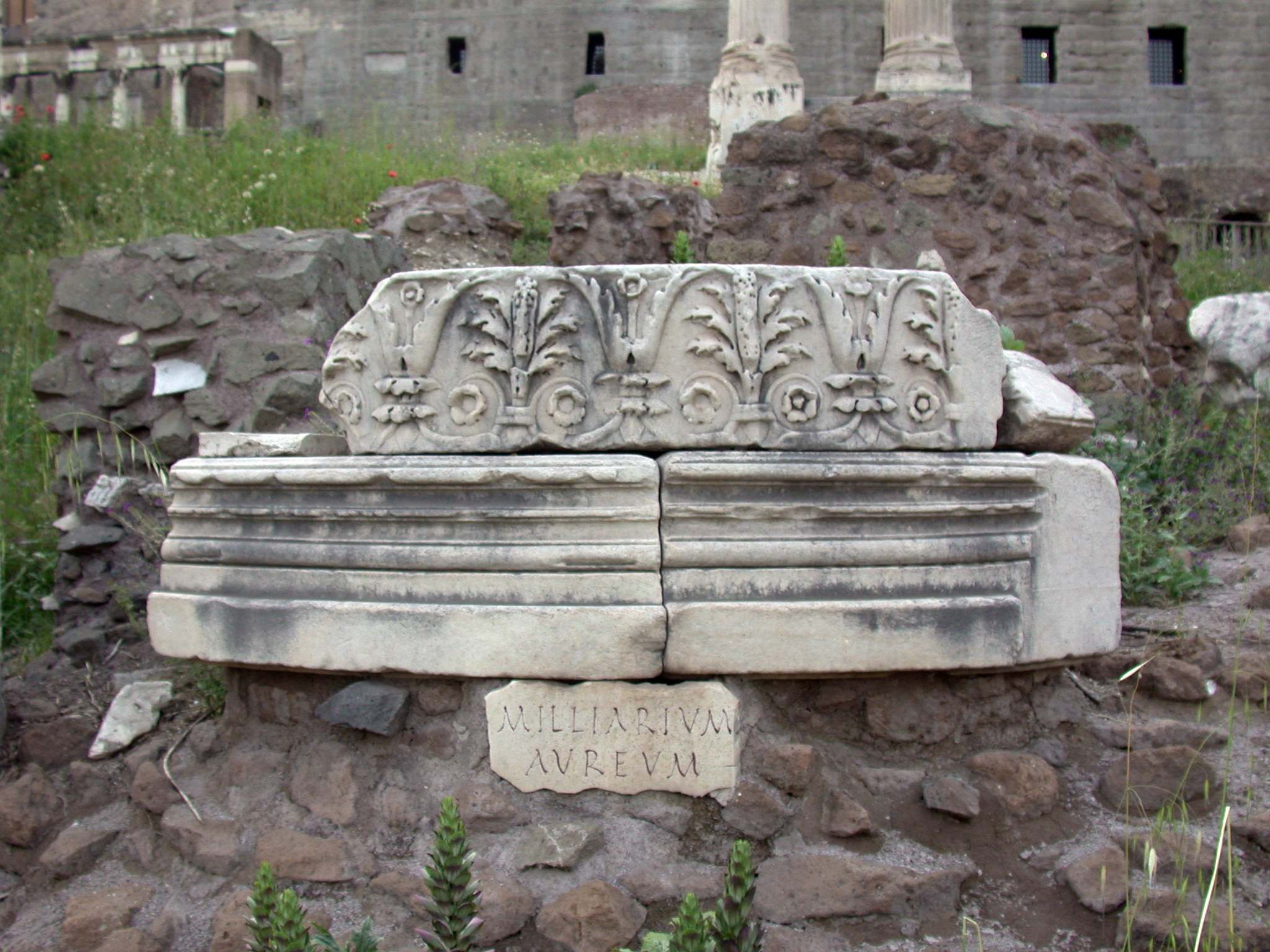
Vestigios de un friso con palmetos perteneciente probablemente al Umbilicus Urbis contrariament a lo que se indica en la inscripción moderna.[cita requerida]